# Вьюлка
Вьюлка — река в Московской и Тверской областях России, левый приток Нерли.
Длина — 47 км (по другим данным — 45 км), площадь водосборного бассейна — 353 км². Равнинного типа. Питание преимущественно снеговое. Замерзает в середине ноября, вскрывается в середине апреля.
Первые 28—29 км реки после истока представляют собой ирригационный канал, вырытый в природной долине реки.
На реке расположены село Спас-Угол, деревня Зайцево, село Устье. Левый приток — река Кильма.
Туристов привлекают глухие таёжные места за Талдомом, где река протекает в пределах Московской области. В нижнем течении река уходит на территорию Тверской области.